# Hrad Osek
Hrad Osek (dříve Rýzmburk, německy Riesenberg) je malá vesnice, část města Osek v okrese Teplice. Nachází se 1,5 km na severozápad od Oseka. V roce 2011 zde trvale žilo 55 obyvatel. Do roku 1949 se jmenovala Rýzmburk podle místního hradu (dnes zříceniny).
Hrad Osek je také název katastrálního území o rozloze 6,3 km².

## Historie
První písemná zmínka pochází z roku 1226.

## Obyvatelstvo
Při sčítání lidu v roce 1921 zde žilo 280 obyvatel (z toho 142 mužů), z nichž bylo 43 Čechoslováků, 231 Němců a šest cizinců. Kromě jednoho evangelíka a 27 lidí bez vyznání se hlásili k římskokatolické církvi. Podle sčítání lidu z roku 1930 měla vesnice 301 obyvatel: 24 Čechoslováků, 267 Němců a deset cizinců. Převažovala římskokatolická většina, ale žili zde také dva evangelíci a sedm lidí bez vyznání.
|                                                               | 1869 | 1880 | 1890 | 1900 | 1910 | 1921 | 1930 | 1950 | 1961 | 1970 | 1980 | 1991 | 2001 | 2011 |
| ------------------------------------------------------------- | ---- | ---- | ---- | ---- | ---- | ---- | ---- | ---- | ---- | ---- | ---- | ---- | ---- | ---- |
| Obyvatelé                                                     | 215  | 224  | 247  | 245  | 270  | 280  | 301  | 141  | 169  | 122  | 80   | 27   | 50   | 55   |
| Domy                                                          | 41   | 43   | 44   | 44   | 44   | 41   | 41   | 41   | .    | 26   | 24   | 19   | 22   | 22   |
| Počet domů z roku 1961 je zahrnut v domech místní části Osek. |      |      |      |      |      |      |      |      |      |      |      |      |      |      |

## Galerie

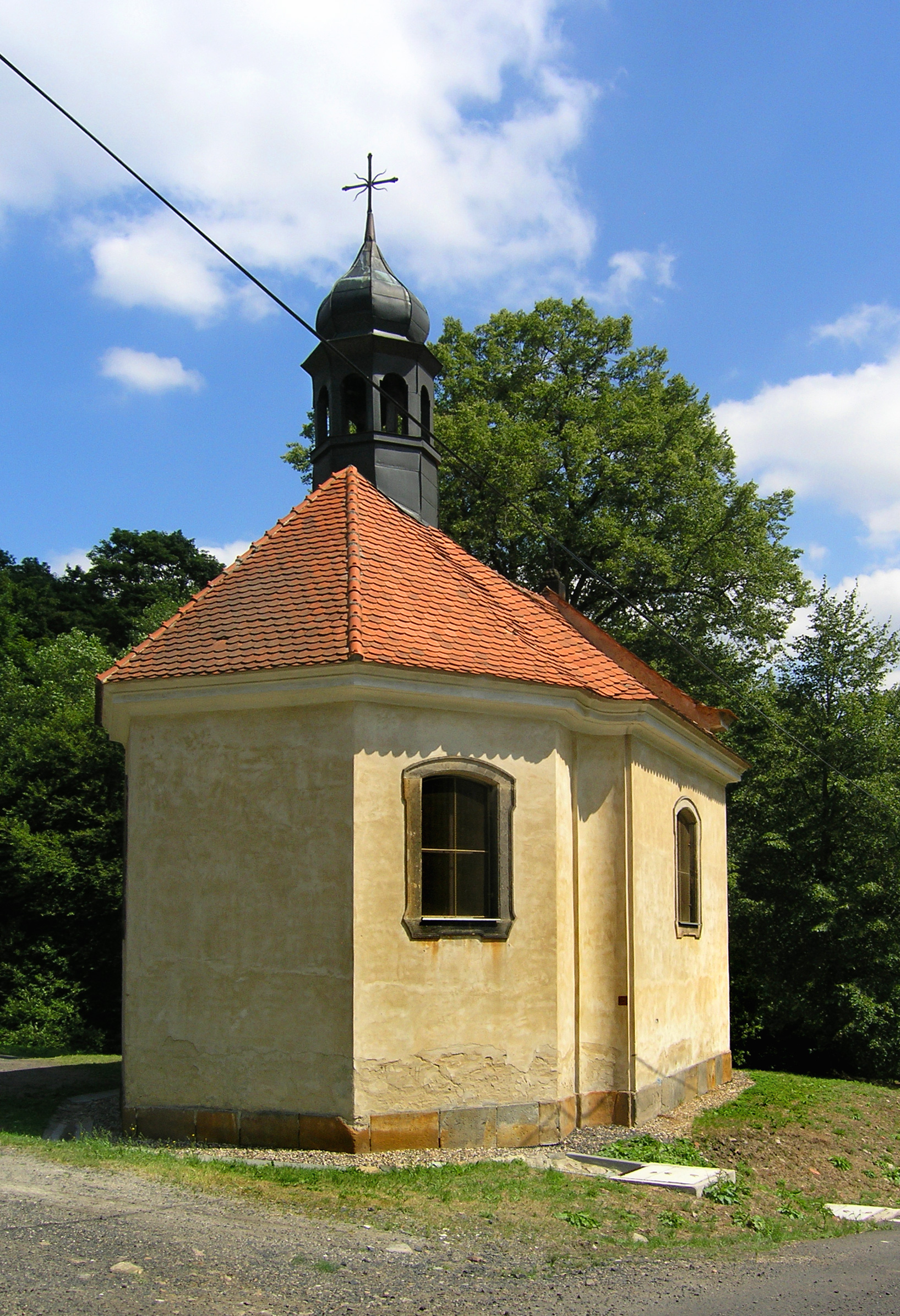
Kaple v severní části
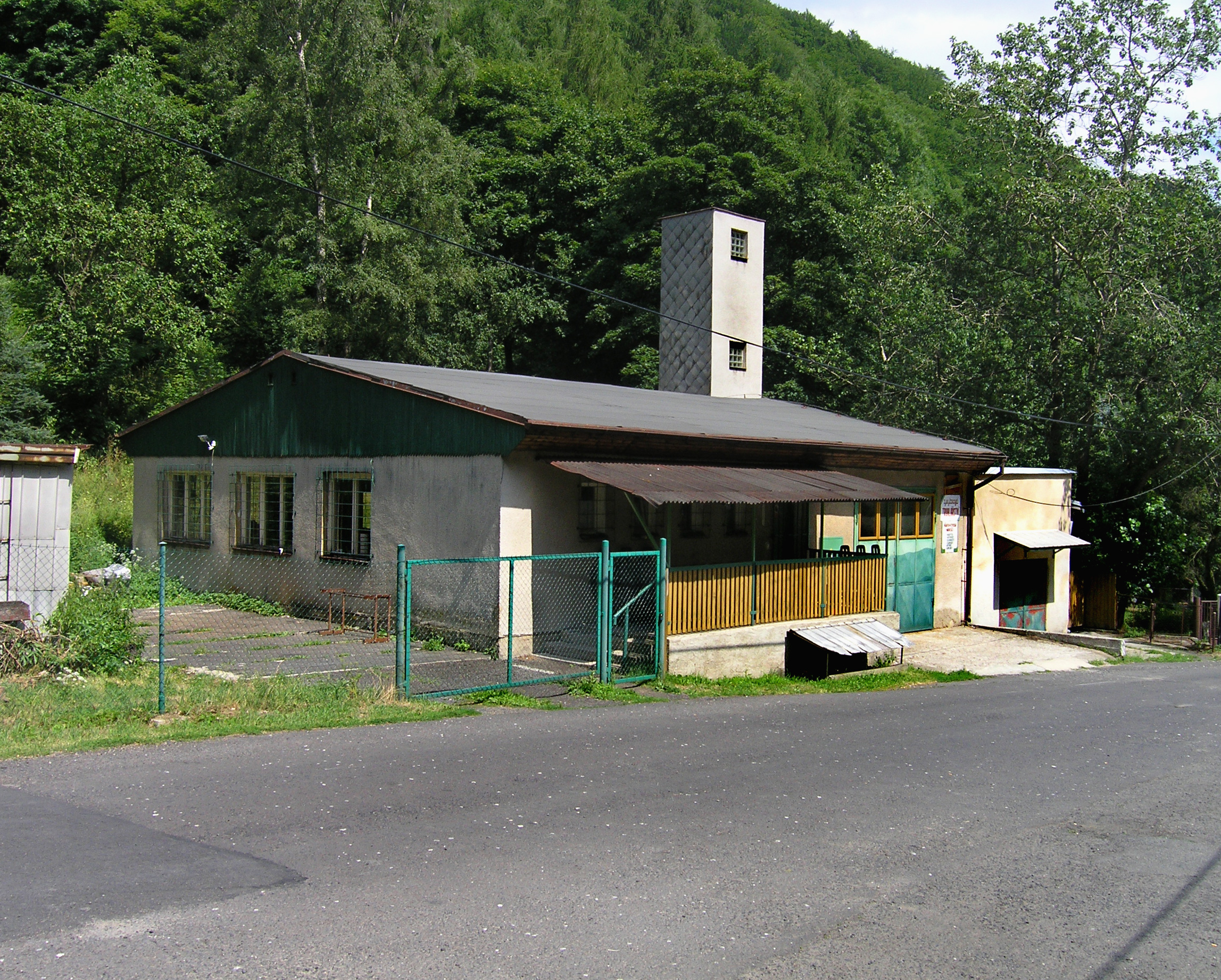
Truhlářství
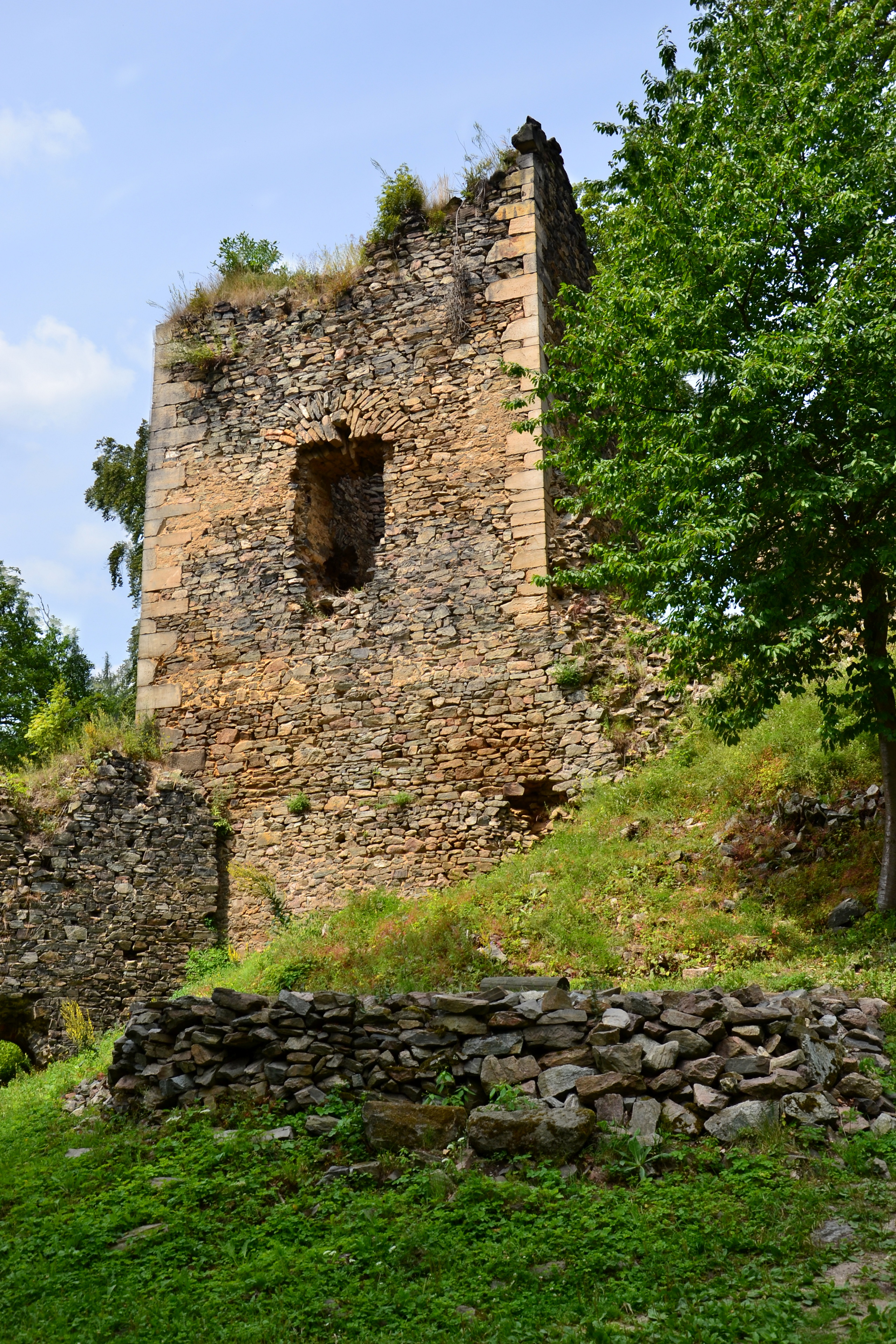
Zbytky věže hradu Oseka